# Bad Elster
Bad Elster é um município da Alemanha, situado no distrito de Vogtlandkreis, no estado da Saxônia. Tem 19,77 km² de área, e sua população em 2019 foi estimada em 3.675 habitantes.